# Guacamole
Guacamole (spreek uit: gwa-kamole) (avocadomousse) is een (dip)saus, afkomstig uit het zuiden van Mexico. De ingrediënten zijn naast avocado vaak ook tomaat, ui en/of knoflook, sap van een limoen of citroen, chilipeper (met name jalapeñopepers), korianderblad en verschillende andere kruiden. Het wordt meestal gegeten met Mexicaanse tortilla's en tortillachips, maar kan worden toegevoegd aan vrijwel elk Mexicaans gerecht.
In Mexico en zuidelijk Californië is guacamole een goedkoop bijgerecht. Op plaatsen waar avocado's duur zijn, wordt guacamole als een delicatesse beschouwd. In Californië wordt de guacamole vaak vermengd met zure room of mayonaise, hetgeen de smaak volgens de meeste Mexicanen niet ten goede komt.

## Etymologie
Het woord guacamole komt van het Nahuatl ahuocamolli (avocadosaus).

## Buiten Mexico
Buiten Mexico bevatten commerciële houdbare guacamole-producten vaak maar weinig avocado. De guacamole-dipsaus van Albert Heijn won in augustus 2014 de Kletsmajoor Award van de Consumentenbond, omdat de saus slechts 0,7% avocadopoeder bevat (en dus voor 99,3% uit andere ingrediënten bestaat). Albert Heijn kondigde aan de saus uit het assortiment te schrappen en te vervangen door een ander product of door het een andere naam te geven, zoals "Dip TEX MEX style", een 'dip met guacamole smaak' die nog steeds slechts 1,5% avocado bevat. Toen The New York Times een recept publiceerde waarin erwten aan de guacamole werden toegevoegd, leidde dat tot veel ophef.